# Бомбардування Шалі касетними бомбами
Бомбардування Шалі касетними бомбами — епізод Першої російсько-чеченської війни, що стався 3 січня 1995 року, коли російські літаки бомбили чеченське місто Шалі касетними боєприпасами.
За повідомленнями, загалом вісімнадцять касетних бомб впали на Шалі цього дня протягом кількох авіаударів. Бомби вразили насамперед придорожній ринок. Також вони впали на АЗС і лікарню, в якій були цивільні особи, а також поранені російські солдати. Один з літаків обстріляв мусульманський цвинтар. Постраждали також школа і колгосп.
Щонайменше 55 людей було вбито (у тому числі п'ятьох медичних працівників) і 186 осіб отримали поранення. За оцінкою офісу представництва з прав людини при президенті Росії втрати склали понад 100 осіб убитими. Військові цілі не були помічені в районі під час бомбардування.